# 獵戶座V1030
獵戶座V1030，又名BD-02 1327，HD 37479、SAO 132408、HR 1932，是獵戶座的一颗恒星，视星等为6.65，位于銀經206.82，銀緯-17.32，其B1900.0坐标为赤經5h 33m 45.9s，赤緯-2° -17.32′ 7″。